# 小説家の休暇
『小説家の休暇』（しょうせつかのきゅうか）は、三島由紀夫の日記形式の評論・随筆。1955年（昭和30年）6月24日から8月4日まで約1か月半の日記の体裁をとりつつ、天候や私的な日常記述や時事はごく僅かで、読書感想や観劇評、随想や芸術観などが主体となり、最後の日は日本文化論を展開している。発表は書き下ろしで、同年1955年（昭和30年）11月25日に大日本雄弁会講談社より刊行された。
一見、西洋型の作家と見られていた昭和30年代の三島の内面に、すでに晩年の行動（三島事件）へと向かう思考や諸要素が内包されていることが看取され、三島の精神史の断面を知る手がかりとなる重要な随筆・評論でもある。この評論の断章のいくつかは、のちの『文章読本』（1959年）や『葉隠入門』（1967年）などで再び生かされている。

## 作品背景
『小説家の休暇』を執筆していた1955年（昭和30年）の夏の前には、『沈める滝』『白蟻の巣』を書き終え、『幸福号出帆』を連載中の時期であった。『小説家の休暇』を擱筆した後の9月からは肉体改造（ボディビル）に乗り出し、11月には、次作の取材のため京都の金閣寺へ出発し、すでに長編『金閣寺』の構想が練られている最中でもあった。
前年1954年（昭和29年）には『潮騒』がベストセラーとなり、それまでにも近代能楽の戯曲『邯鄲』『綾の鼓』『卒塔婆小町』などが高い評価を受け、劇作家としても成功し、「鉢の木会」の一員にもなるなど作家として大きく成長していた時期であった。私生活でも肉体関係を持った恋人（豊田貞子）ができ、結婚を視野に交際中の頃であった。三島は1955年（昭和30年）7月5日の項で、次のように語っている。
これ以前の三島は絶えず外界に脅かされ、内面に激しく渦巻く悲劇に必死に対処してきていたが、急にそれが消えたことを吐露し、その現象を、クレッチマーが説いた分裂性気質の段階症例に倣いつつ自己分析して、氷のように硬く〈皮革のやうに〉ごわごわしたものが身のまわりを包んで鈍麻しているものと解析している。
そういった状態で迎えた30歳代を一区切りとして、様々な断想や評論がここで綴られ、代表作となる次の『金閣寺』では、これまでの半生を総括するような長編小説として取り組まれていくことになる。

## 内容
1955年（昭和30年）6月24日から8月4日までの日記の項で、様々なテーマの断想や評論が綴られていくが、先ず初日の酷暑の日の冒頭では導入部的に、夏の日光に、よみがえってくる戦後の一時期の〈兇暴な抒情的〉イメージを語り、夏という観念には〈二つの相反する観念〉（生・活力・健康と、頽廃・腐敗・死）が奇妙に結びつき、1945年（昭和20年）から1947年（昭和22年）にかけて〈いつも夏がつづいてゐたやうな錯覚〉があると振り返る。
そして翌日の6月25日からは、ほぼ1日1項目のテーマで、「芸術の節度について」、「小説固有の問題について」、「太宰治について」、「音楽について」、「描写について」、「『モオヌの大将』について」、「俳優芸術について」、「行為について」、「男色について」、「日本人の構成力について」、「『酸素』について」、「サディズムについて」、「永福門院について」、「水爆時代について」、「『フェードル』について」、「叙事詩について」、「神秘な詩句について」、「『アドルフ』について」、「いはゆるスラムプについて」、「自然について」、「笑ひについて」、「『葉隠』について」、「文化的混乱について」などの考察、評論が展開されていく。
例えば、「音楽について」では、〈人間精神の暗黒の深淵のふちのところで、戯れてゐる〉音楽という〈無形態〉の芸術に対する自身の恐怖心を告白し、ベートーベンを聴く音楽愛好家が〈形のない暗黒に対する作曲家の精神の勝利を簡明に信じ、安心してその勝利に身をゆだね、喝采してゐる点では、檻のなかの猛獣の演技に拍手を送るサーカスの観客とかはりがない〉として、サーカスの観客は万が一、猛獣が檻を破る危険を自覚しているのに比し、音楽愛好家が何の危険も感じずに、作曲家が厳格な規律の元に統制した音を無防備に享楽していることに驚き、〈もし檻が破れたらどうするのだ。勝つてゐるとみえた精神がもし敗北してゐたとしたら、どうするのだ〉と音楽の危険性について語っている。
「行為について」「『葉隠』について」では、行為による現実認識の意義が語られ、「サディズムについて」では、苦痛と絶対主義の関連性が説かれており、「叙事詩について」では、英雄の行為において、外側からもはっきり見える心への希求が、近代ジャーナリズムの社会機構が失った表現と共に述べられている。また、「芸術の節度について」「水爆時代について」では、科学の発達、20世紀の〈巨人時代〉における肉体と精神のアンバランスや対立関係について論じている。
「太宰治について」では、太宰嫌いを公言し、「笑ひについて」では、自虐的な笑いを批判して、〈さまざまな自己欺瞞のうちでも、自嘲はもつとも悪質な自己欺瞞である。それは他人に媚びることである〉と述べている。太宰については、のちの『私の遍歴時代』（1963年）でも近親憎悪的な親近感で触れられることになる。
「俳優芸術について」「いはゆるスラムプについて」では、作家の立場からの芸術・表現論を展開し、「『モオヌの大将』について」「『酸素』について」「『アドルフ』について」では、読者の立場からの感想や作品論が述べられている。「『フェードル』について」では、戯曲『芙蓉露大内実記』（1955年）、「自然について」では、『潮騒』（1954年）の風景描写などの自作解題的な随想や、古代の唯心論的自然観を論じ、「永福門院について」「神秘な詩句について」では、日本独自の古典文学論を展開している。
これらの考察の中で取り上げられている小説や書物は、
- スタンダール『ヴァニナ・ヴァニニ』、バルザック『モデスト・ミニヨン』、アラン＝フルニエ『モオヌの大将（英語: Le Grand Meaulnes）』、石原慎太郎『太陽の季節』、マルセル・プルースト『失われた時を求めて』、大岡昇平『酸素』、トーマス・マン『魔の山』、コンスタン『アドルフ（英語: Adolphe）』『セシル』、フリードリヒ・ヘルダーリン『ヒュペーリオン』、山本常朝『葉隠』

映画では、
- クルーゾオの『悪魔のような女』

演劇では、
- 『寺子屋』、ラシーヌ『フェードル』、エウリピデス『ヒッポリュトス』

人物では、
- 太宰治、サルトル、那須与一、永福門院などである。その他、ニーチェの詩「新しきコロンブス」を翻訳している。

最後のテーマ「文化的混乱について」では、日本文化の特質を〈稀有な、私心なき感受性〉にあるとし、戦後の〈極限的な坩堝〉状態に或る種の可能性を抱き、世界的なモデルケースを秘めた日本の文化への期待や明るい展望で締めくくられている。
しかし、この時に抱いていた日本文化への楽観的期待や展望は、その後の日本社会の変化と共に危機の自覚を伴いながら、後年の『日本文学小史』（1969年-1970年）では、〈厳密に言つて、一個の文化意志は一個の文学史を持つのである〉と、積極的な文化創造の意志の定立を求めるようになり、〈男性的営為は画餅に帰し〉、〈舶来の教養も青年の膂力も滅び〉ゆく 時代の到来を予見しながら危機を警告するようになる。

## 評価・研究
『小説家の休暇』は、三島の数多い評論の中でも定評のある作品だが、同時代評でも総じて評価は高く、中村真一郎は、文芸雑誌『群像』の書評欄で大きな讃辞を送っている。
小林信彦は、三島の評論を読んでいた当時を振り返りつつ、「三島由紀夫を小説の天才とすれば、批評・評論は超天才ですね。 『現代小説は古典たり得るか』でも『小説家の休暇』でもいいのですが、眠気が去り、頭がすっきりするほど面白い」と評している。
自身の文壇デビュー作『太陽の季節』が『小説家の休暇』の中で取り上げられた石原慎太郎も、「あの人が『小説家の休暇』というソフィスティケイテッドなエッセイ集を出したときに、中にチラチラッと一、二行出てくるんですよ。それを見てぼくは文學界新人賞をもらったときよりもジーンときた。ついにこの人の目にとまったという感じがあってね」と述懐し、三島の評論を愛読していたことを語っている。
上田真は、三島がタイトルに〈休暇〉と銘打ち、平易な文体で日々の断想を気楽に綴っているが、内容的には三島が「生涯をかけて追いつづけた重要な諸問題」が列挙され、その意味では「充実した〈休暇〉」だと評しながら、その底流には、後年の『太陽と鉄』などに結晶してゆく三島独自の芸術観や人生観が一貫して流れていると解説している。
鹿島茂は、『小説家の休暇』の中で語られているバルザックやプルーストなどの近代フランス作家の小説方法論についての考察とその作品の読み返しは、この時期に連載していた『幸福号出帆』の作品構成で模索され、その後の『鏡子の家』の方法論へと結びついていくと解説している。
青海健は、三島にとって宿命的であり続けた問題が「人生対作品」であったとし（「人生と作品」という並列でなく）、三島が『小説家の休暇』の中で、〈純然たる芸術的問題も、純然たる人生的問題も、共に小説固有の問題ではないと、このごろの私には思はれる。小説固有の問題とは、芸術対人生、芸術家対生、の問題である〉と述べていることに着目している。
そして三島がさらにその問題を、同時期に発表した評論『芸術にエロスは必要か』の中で、トーマス・マンの『トニオ・クレエゲル』の「トニオ（芸術家）」対「ハンスやインゲ（美しい無智者。欠乏の自覚〈エロス〉を持たぬ下方の者でありながらも美しいという分裂した存在）」の二項の主題を借りて、芸術家の〈分裂の意識（統一的意識を持つことが二律背反であること）〉を解読しながら、〈統一的意識の獲得〉を夢み、〈統一的意識そのもの〉に成り変って、〈自己撞着の芸術観〉つまりは〈エロスを必要とせぬ芸術〉〈無智者の作りうる芸術〉を打ち建てようという思考の萌芽を 三島が見せていたことを青海は指摘し、晩年の行動に至るまで、その命題を追究していく三島文学の過程を論考している（詳細は三島由紀夫#二元論を参照）。
田中美代子は、「小説のためのエスキースであり、基礎工事でもあるような評論」に、三島が〈小説家の休暇〉と名付けているのは三島一流の「ダンディズムの発露」であり、この評論の中には「三島文学の全体を形成する基本的な諸要素のすべてが出そろっている」と解説している。

## おもな刊行本
- 『小説家の休暇』（大日本雄弁会講談社 ミリオンブックス、1955年11月25日） NCID BA3688033X
  - 小四六判。紙装。黄色帯。全178頁。旧字・旧仮名遣い。
  - 装幀：久保守。帯（裏）に福田恆存による作品評あり。
  - 収録作品：「小説家の休暇」、付録「ワットオの《シテエルへの船出》」
  - ※ 目次には、「芸術の節度について」「小説固有の問題について」「太宰治について」「音楽について」「描写について」など、各主題による見出しが付いている[2][24]。
- 『三島由紀夫文学論集』虫明亜呂無編（講談社、1970年3月28日）
  - 四六判。2段組。旧仮名遣い。クロス装。貼函。銀草色帯。全495頁。
  - 装幀：虫明亜呂無。カバーデザイン：「太陽と鉄」草稿使用。
  - あとがき：虫明亜呂無
  - 収録作品：「序文」「太陽と鉄」「小説家の休暇」「『われら』からの遁走――私の文学」「私の中の“男らしさ”の告白」「精神の不純」「わが非文学的生活」「自己改造の試み」「実感的スポーツ論」「体操」「ボクシングと小説」「私の健康」「私の商売道具」「裸体と衣裳」「アポロの杯〈パリ〉」「エロチシズム」「陶酔について」「個性の鍛錬場」「ナルシシズム論」「『純文学とは？』その他」「余暇善用」「私の遍歴時代」「古今集と新古今集」など全48篇。
- 文庫版『小説家の休暇』（新潮文庫、1982年1月25日、改版2008年8月）
  - 紙装。カバー装幀：荒川修作。解説：田中美代子
  - 収録作品：「小説家の休暇」「重症者の兇器」「ジャン・ジュネ」「ワットオの《シテエルへの船出》」「私の小説の方法」「新ファッシズム論」「永遠の旅人――川端康成氏の人と作品」「楽屋で書かれた演劇論」「魔――現代的状況の象徴的構図」「日本文学小史」
- 文庫版『三島由紀夫文学論集 I』虫明亜呂無編（講談社文芸文庫、2006年4月11日）
  - 装幀：菊地信義。解説：高橋睦郎「批評の筋肉」
  - 収録作品：「序文」「太陽と鉄」「小説家の休暇」「『われら』からの遁走」「私の中の『男らしさ』の告白」「精神の不純」「わが非文学的生活」「自己改造の試み」「実感的スポーツ論」「体操」「ボクシングと小説」「私の健康」「私の商売道具」
- 『三島由紀夫のフランス文学講座』鹿島茂編（ちくま文庫、1997年2月24日）
  - カバー装画：山本容子。カバーデザイン：渡辺和雄。付録・編者あとがき：鹿島茂
  - 収録作品：レイモン・ラディゲ、ラファイエット夫人、コンスタン、ラシーヌ、ヴィクトル・ユーゴー、マルキ・ド・サド、オスカー・ワイルド、アルチュール・ランボー、ボードレール、バルザック、スタンダール、フロベール、プルースト、アラン＝フルニエ、モーリヤック、ジッド、カミュ、ドリュ・ラ・シェル、ジュリアン・グラック、ジョルジュ・バタイユ、ジャン・ジュネなどについて論じた各評論が集められており、『小説家の休暇』の中の断章の数々も含まれている。
- 『戦後日記』（中公文庫、2019年4月）。「裸体と衣裳」ほか。解説：平山周吉

### 全集収録
- 『三島由紀夫全集27巻（評論III）』（新潮社、1975年7月25日）
  - 装幀：杉山寧。四六判。背革紙継ぎ装。貼函。
  - 月報：島尾敏雄「多少の縁」。《評伝・三島由紀夫27》佐伯彰一「三島由紀夫以前（その3）」。《三島由紀夫論2》田中美代子「『盗賊』の完全犯罪」。
  - 収録作品：昭和30年6月から昭和33年2月の評論118篇。
  - ※ 同一内容で豪華限定版（装幀：杉山寧。総革装。天金。緑革貼函。段ボール夫婦外函。A5変型版。本文2色刷）が1,000部あり。
- 『決定版 三島由紀夫全集28巻・評論3』（新潮社、2003年3月10日）
  - 装幀：新潮社装幀室。装画：柄澤齊。四六判。貼函。布クロス装。丸背。箔押し2色。
  - 月報：玉利齋「三島由紀夫さんの想い出」。杉山欣也「《鴎外伝説》の死と三島由紀夫」。［思想の航海術3］田中美代子「文人の処世――川端康成との出逢い」
  - 収録作品：昭和28年1月から昭和30年12月まで（連載物は初回が）の評論185篇。「死の分量」「卑俗な文体について」「女ぎらひの弁」「好きな女性」「私の小説の方法」「新ファッシズム論」「学生の分際で小説を書いたの記」「芥川龍之介について」「横光利一と川端康成」「芸術にエロスは必要か」「終末感からの出発――昭和二十年の自画像」「小説家の休暇」ほか